# 长柱开口箭
长柱开口箭（学名：Tupistra grandistigma）为天门冬科开口箭属的植物。分布于越南以及中国大陆的云南等地，生长于海拔350米至1,600米的地区，多生在林中，目前尚未由人工引种栽培。